# عبد الله الجار الله
 عبد الله الجار الله  (1930 - 2002) هو وزير التجارة والصناعة الكويتي السابق (1991 - 1992).

## السيرة الذاتية
ولد عبد الله الجار الله في الكويت عام 1930، خريج جامعة القاهرة كلية التجارة قسم إدارة أعمال ومحاسبة سنة 1958 بتقدير جيد جداً، وقد عمل فترة من الوقت محاسبا في بيت الكويت في القاهرة، ثم مستشارا لمدة تسع سنوات، وقد شغل منصب الوكيل المساعد للشؤون الادارية والمالية في وزارة التربية، كما شغل منصب وزير التجارة والصناعة في 1991 وحتى 1992.
- رئيس الحسابات في بيت الكويت على البعثات بالقاهرة من أكتوبر 1960 م.
- مستشار ثقافي في سفارة الكويت بالقاهرة 1961 – 1970 م.
- وكيل مساعد للشؤون المالية والإدارية بوزارة التربية 1967 – 1974 م.
- نائب الرئيس والعضو المنتدب المتفرغ للشركة الكويتية المصرية للاستيراد بالقاهرة 1974 حتى 1977 م.
- وزير للتجارة والصناعة من أبريل 1991 حتى أكتوبر 1992 م.[1]

## أماكن سميت باسمه
- مدرسة عبد الله بن حسن الجار الله المتوسطة في منطقة الفيحاء.

## وصلات خارجية
- فيديو: برنامج (ضيف على الهواء) يستضيف وزير التجارة والصناعة السابق “عبد الله حسن الجارالله”